# Анден (Бельгия)
Анден (валлон. Andene, фр. Andenne) — город и коммуна в Бельгии (регион Валлония), в провинции Намюр. На 1 января 2006 года население коммуны Анден составило 25 240 человек. Площадь — 86,17 км². Плотность населения — 292 чел./км². Город и коммуна расположены на берегах реки Маас. В округе располагаются деревни: Бонвилль, Кутисе, Ланден, Майзерет, Намече, Склайн, Сейлс, Тон-Самсон, Везин. Символом города стал медведь из легенды о Карле Мартелле, который, будучи ребенком, убил молотом медведя, терроризирующего жителей.
С Анденом связан эпизод Первой мировой войны, так называемое «Изнасилование Бельгии» (1914), в ходе которой немецкими войсками были жестоко убиты 211 горожан.

## Известные жители
- Святая Бегга Анденская, дочь Пипина Ланденского и мать Пипина Геристальского, основавшая монастырь в Анденне и ставшая его первой аббатисой. Похоронена в Соборной церкви Святой Бегги в Анденне.
- Фэтс Сади (англ.), джазовый музыкант.

### Бургомистры
- 1977—2024 — Клод Эердекенс
- с 2024 — Винсент Сампаоли

## Фотогалерея

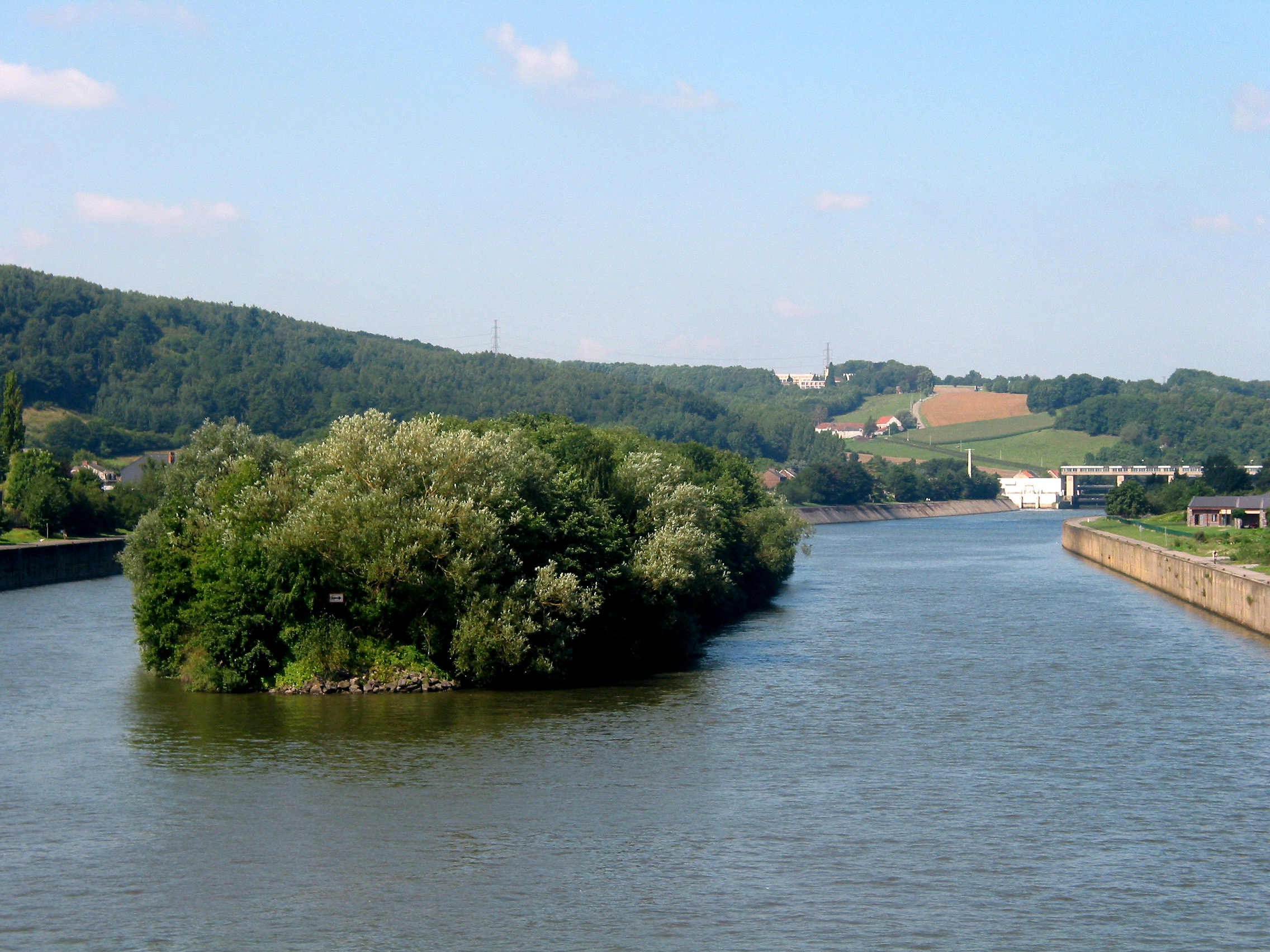
Вид на Маас
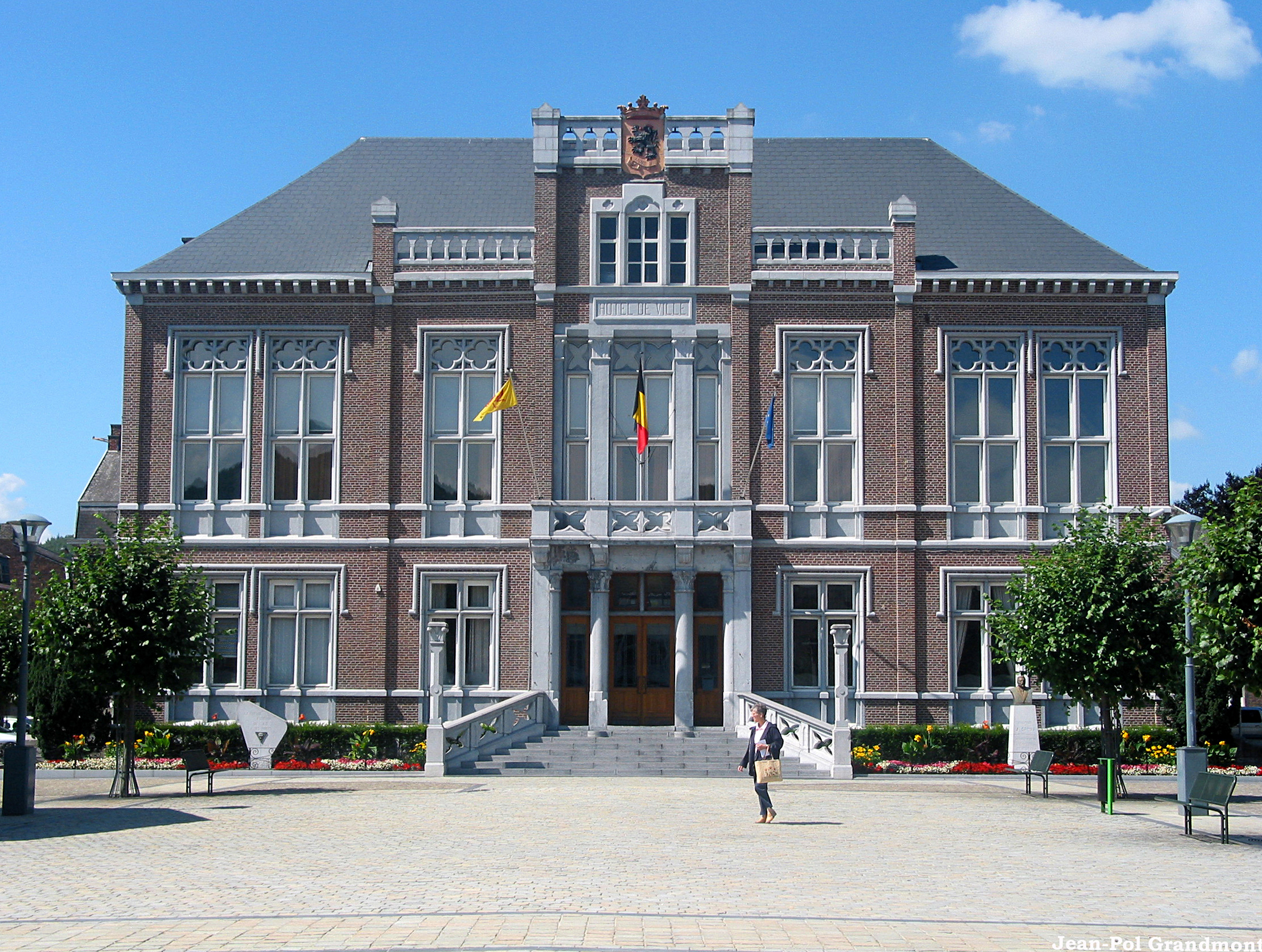
Здание городского совета
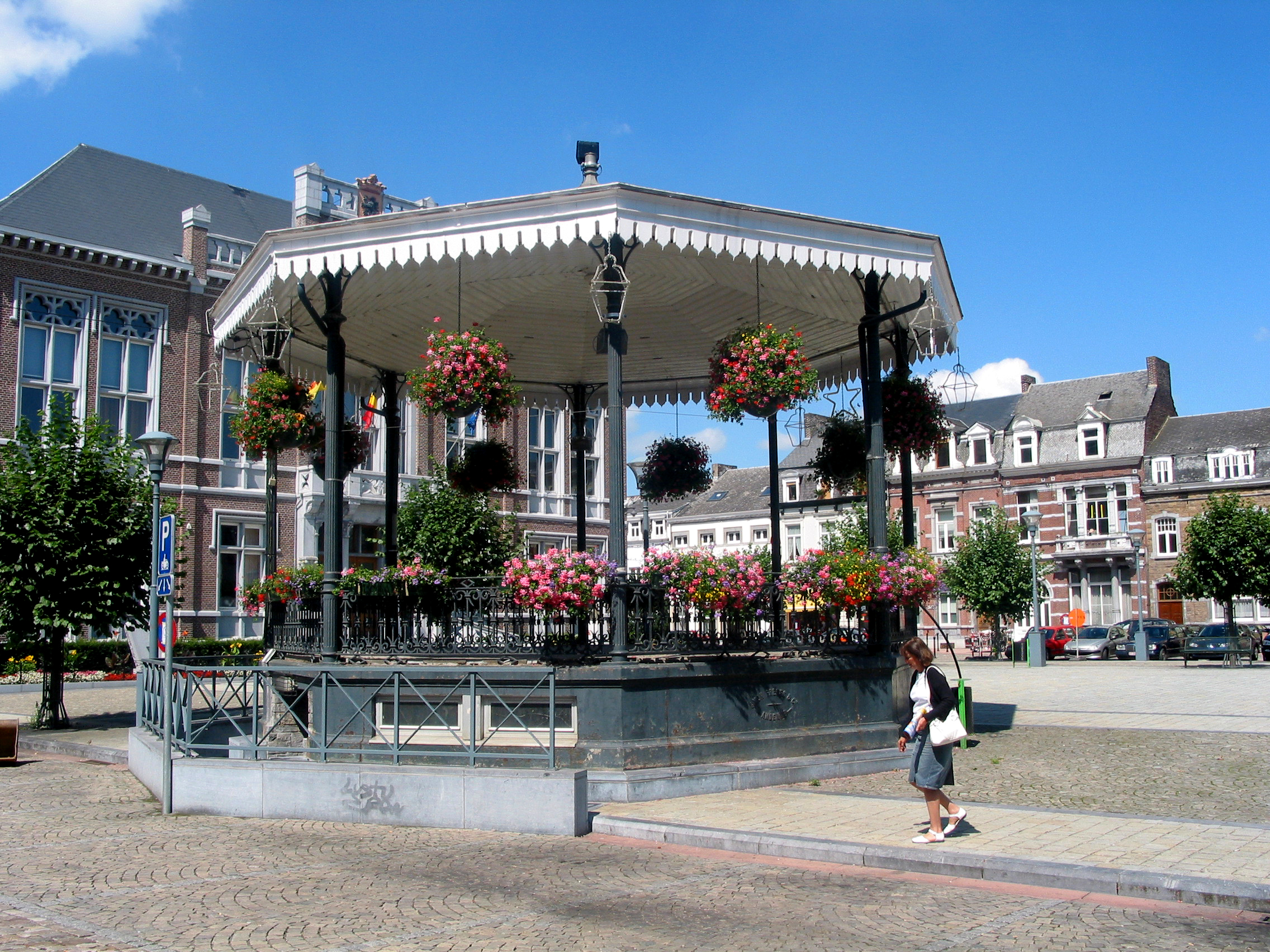
Киоск (1879) на Площади Тиллеулс
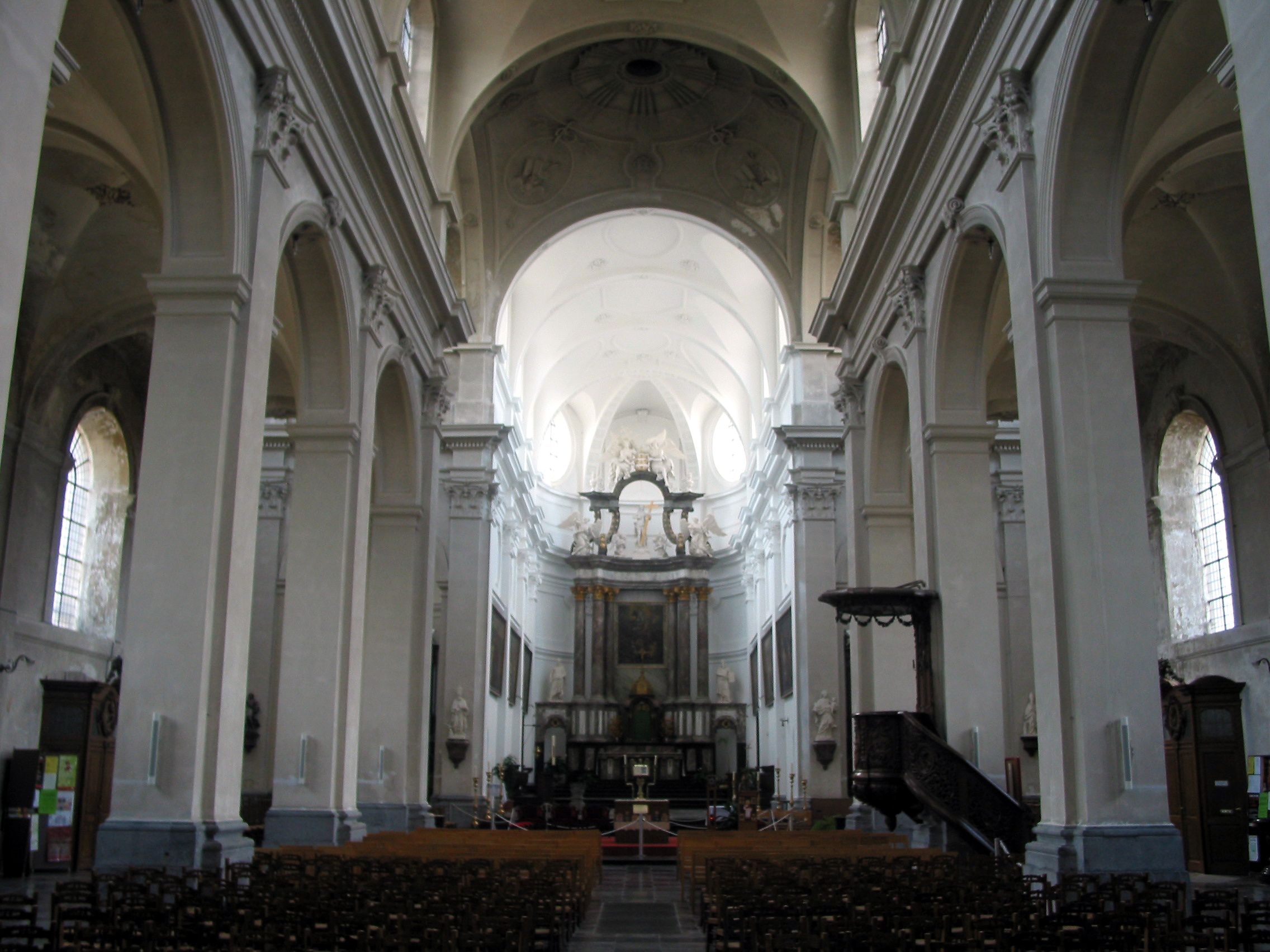
В Соборной церкви Святой Бегги
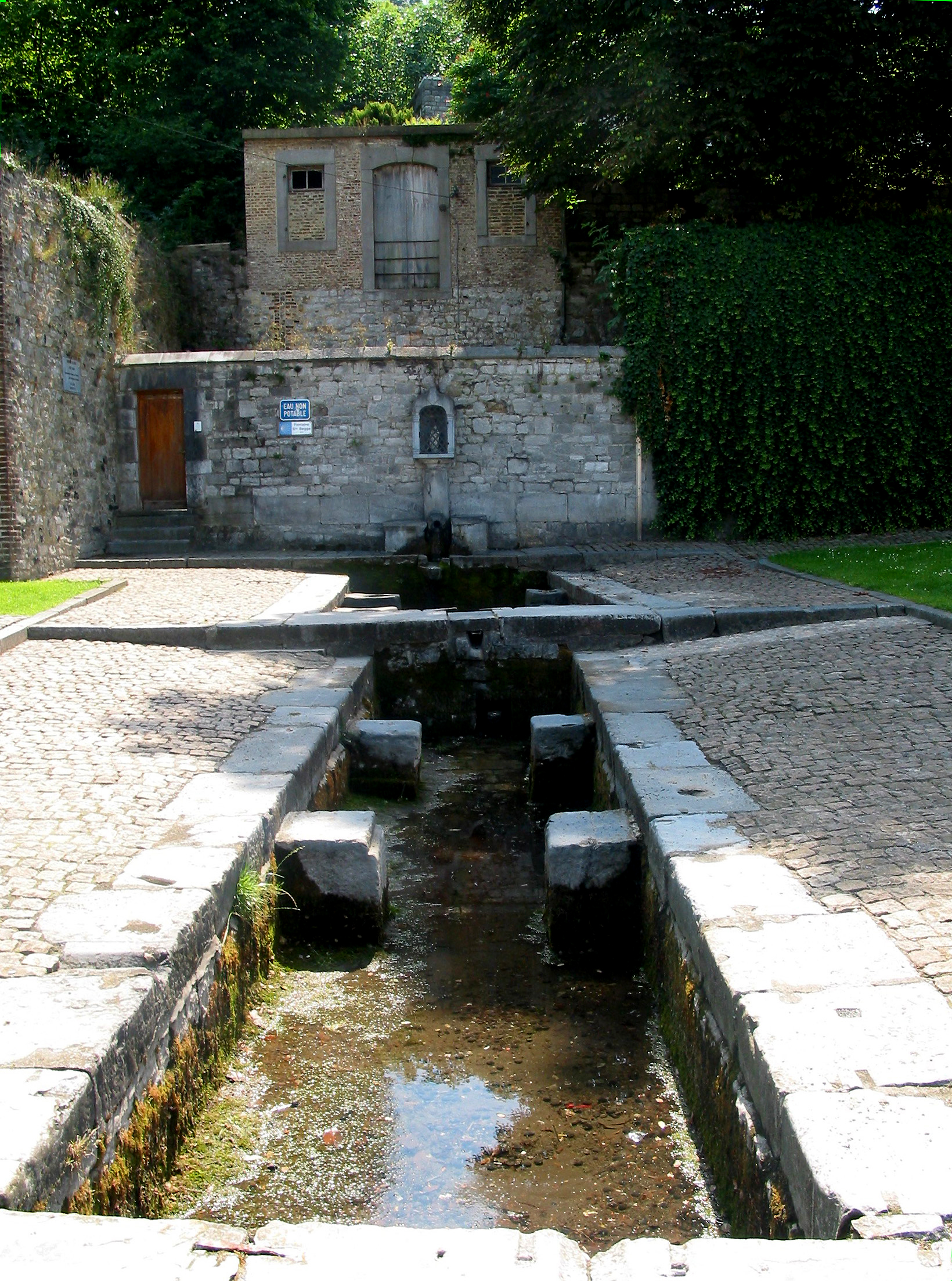
Фонтан Святой Бегги
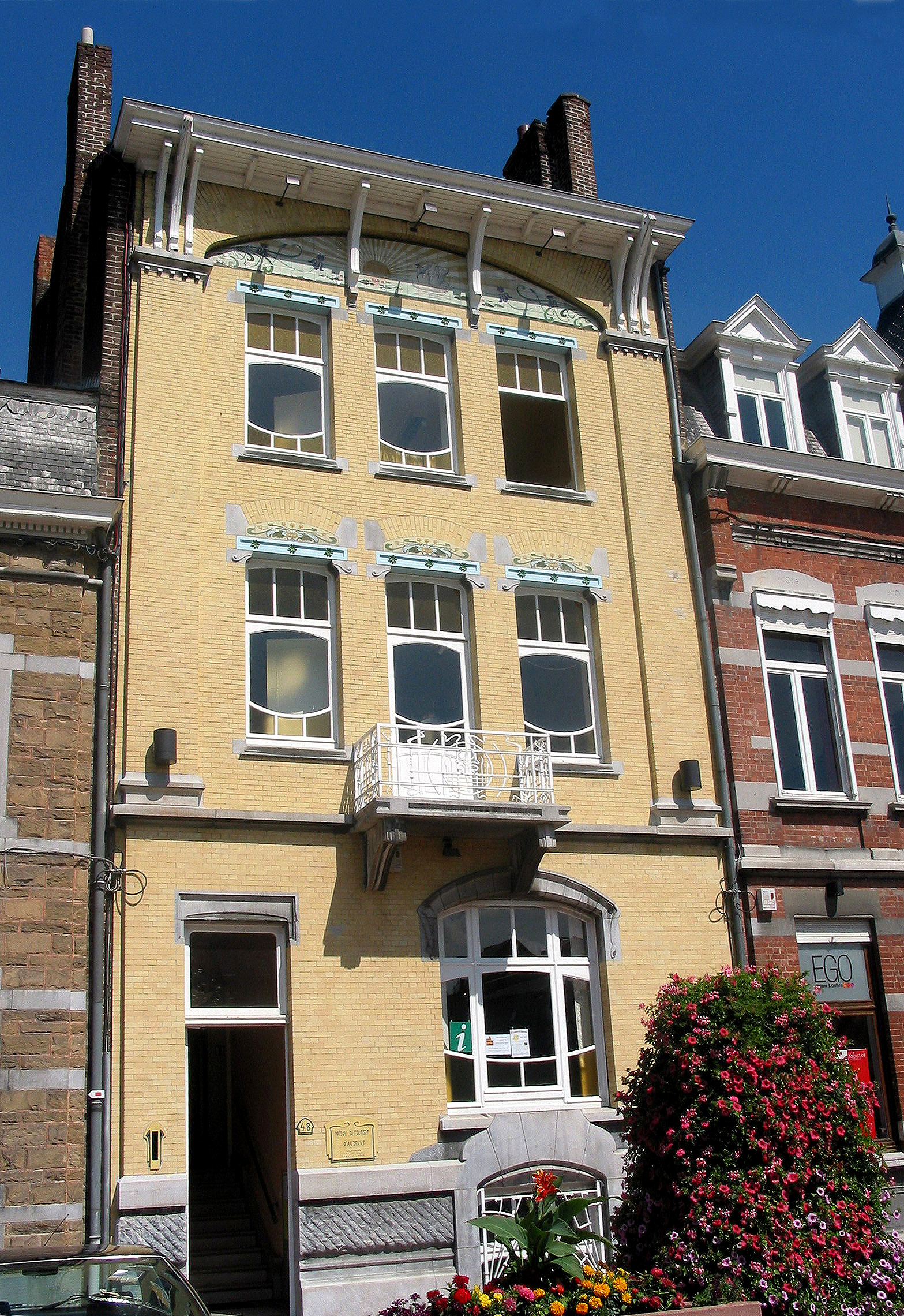
Туристическое бюро — дом в стиле «Art Nouveau» (1907)
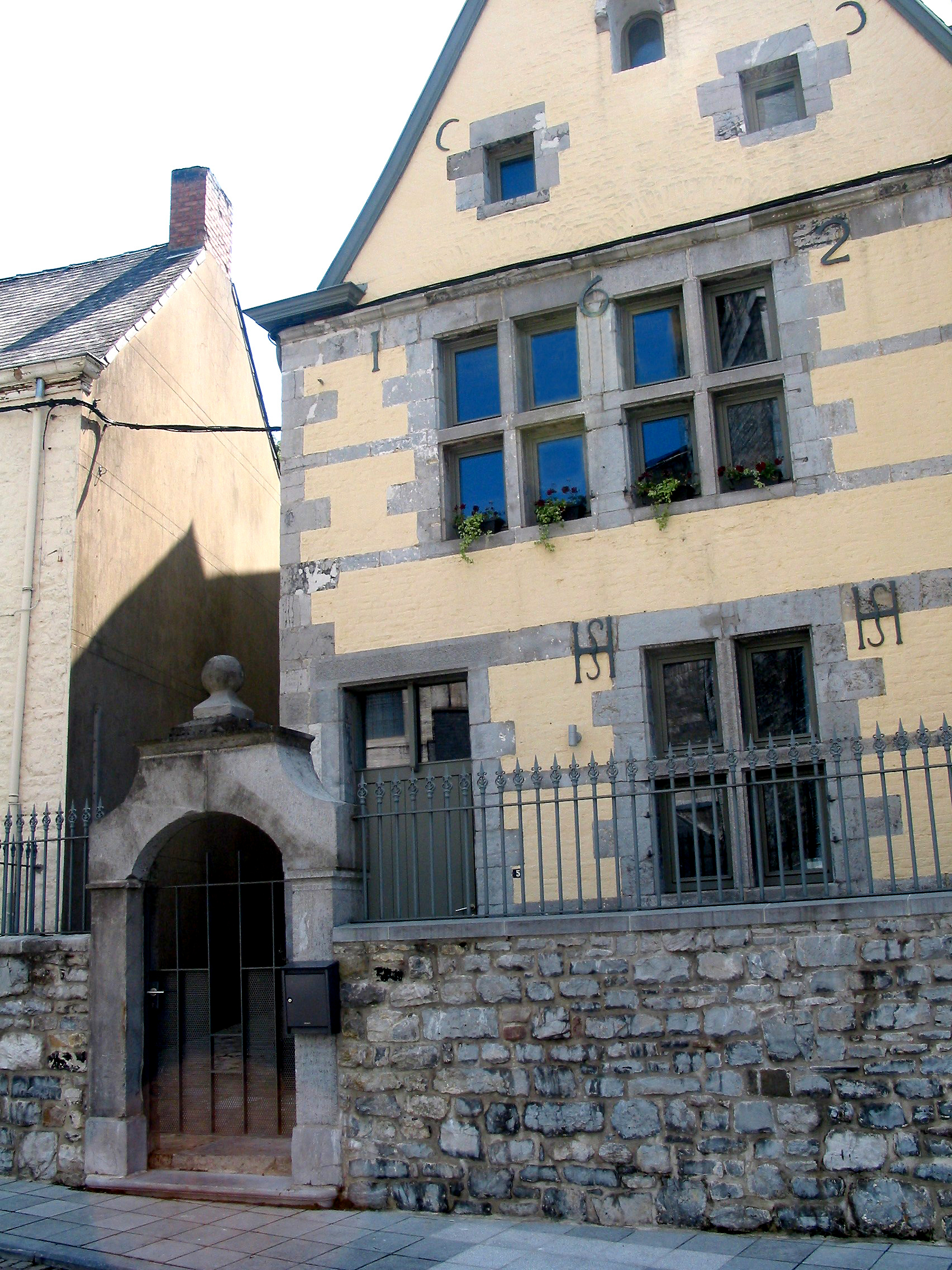
Дом Святой Бегги (1623)
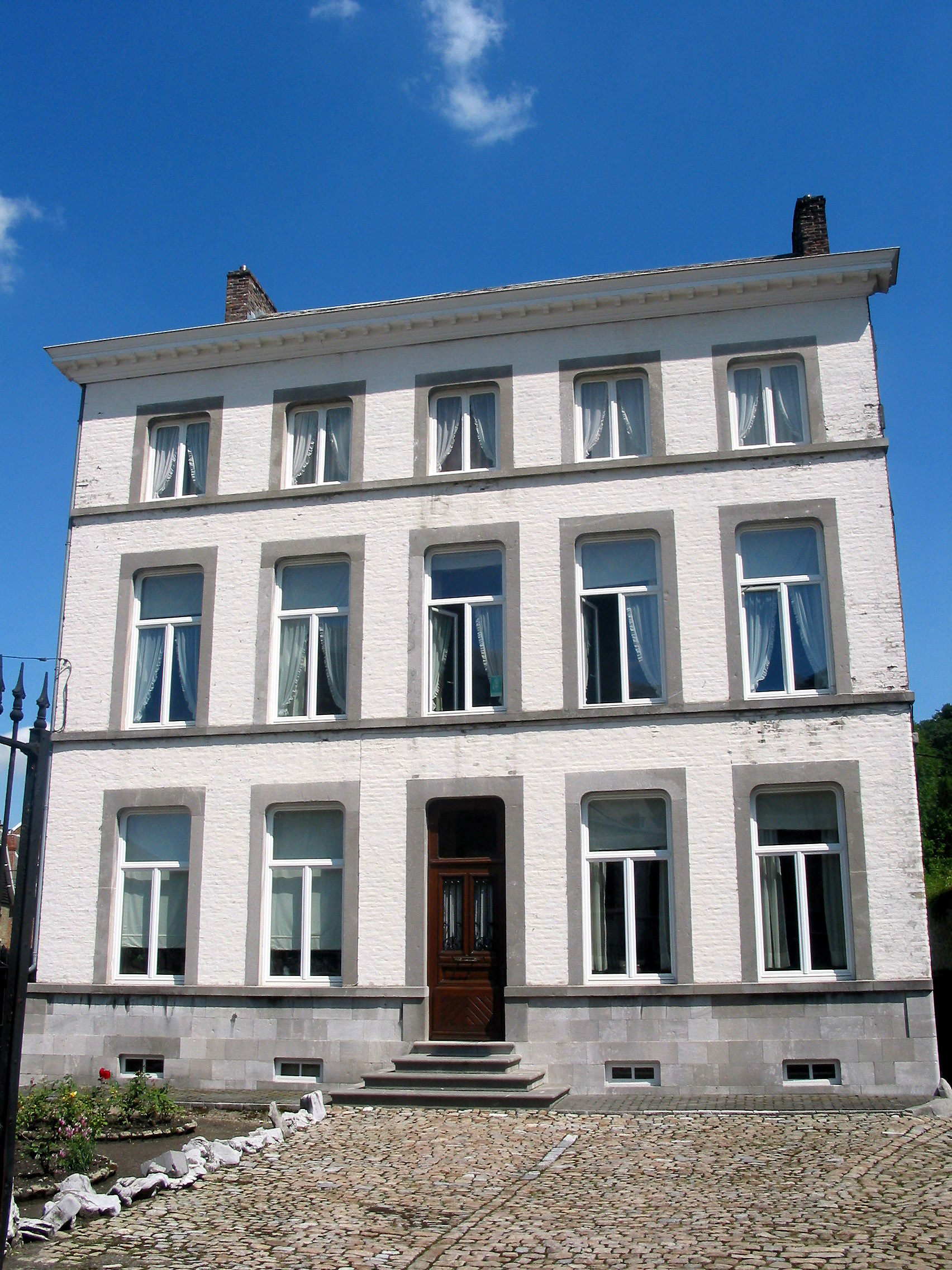
Дом классическом стиле, под названием «Maison de Chanoinesses»
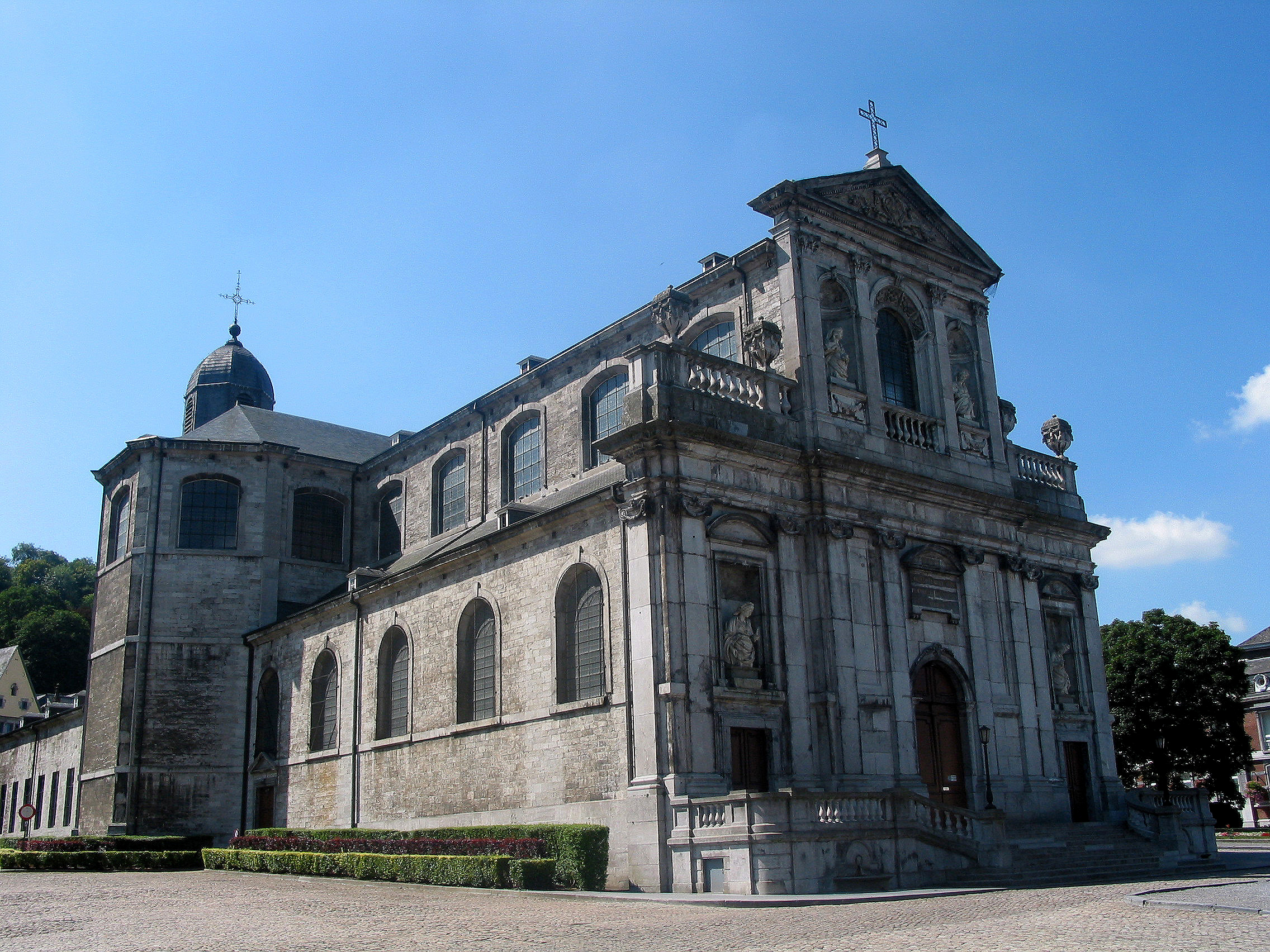
Соборная церковь Святой Бегге